# Зигизмунд фон Волкенщайн-Роденег
Зигизмунд фон Волкенщайн-Роденег (на немски: Sigismund Freiherr von Wolkenstein-Rodenegg; * 22 октомври 1554, Пруг в Долна Австрия; † 18 март 1624) от род Волкенщайн в Тирол, е австрийски фрайхер на Роденег в Роденго в Тирол.

## Произход
Той е големият син на фрайхер Кристоф фон Волкенщайн (1530 – 1600) и съпругата му фрайин Урсула фон Шпаур и Флафон (1532 – 1575), дъщеря на фрайхер Улрих фон Шпаур и Флафон (1495 – 1549) и Катерина ди Мадруцо († 1551). Внук е на Вайт фон Волкенщайн-Роденег (1506 – 1538) и фрайин Сузана фон Велшперг (1512 – 1581). Брат е на фрайхер Кристоф фон Волкенщайн-Роденег (1560 – 1616) и на Барбара фон Волкенщайн (1568 – 1636), омъжена за Ханс Каспар фон Кюнигл (1559 – 1633). Роднина е на Николаус фон Волкенщайн (1587 – 1624), епископ на Кимзе (1619 – 1624).
Родът фон Волкенщайн е странична линия на господарите Виландерс. През 1628 г. родът става имперски граф, а през 1564 г. – фрайхер.

## Фамилия
Зигизмунд фон Волкенщайн-Роденег се жени на 13 ноември 1580 г. в Браунег за фрайин Анна Хелена фон Фирмиан († 1602), дъщеря на фрайхер Георг фон Фирмиан (* 1538) и Маргарета Фукс фон Фуксберг († 1573). Те имат три деца:
- Йохана фон Волкенщайн-Роденег, омъжена за граф Никола ди Лодрон (* 1549; † 10 ноември 1621)
- Йохан фон Волкенщайн-Роденег (* 27 септември 1585, Лиенц; † 10 декември 1649, Пруг), женен I. за Бенигна Елизабет Коловрат, II. за графиня Фелицитас фон Шпаур и Флафон (* 1602), сестра на граф Франц фон Шпаур и Флафон (1598 – 1652)
- Хелена фон Волкенщайн-Роденег (* 30 юни 1599, Лиенц; † 25 октомври 1650), омъжена 1615 г. за фрайхер Рихард фон Куенбург (* 12 февруари 1586; † 18 януари 1640)